# Hiến Triết Hoàng quý phi
Hiến Triết Hoàng quý phi (chữ Hán: 獻哲皇貴妃; 2 tháng 7, năm 1856 - 5 tháng 2, năm 1932), Hách Xá Lý thị, cũng được gọi rằng Kính Ý Thái phi (敬懿太妃), là một trong 4 vị phi tần duy nhất của Thanh Mục Tông Đồng Trị Hoàng đế.

## Tiểu sử

### Xuất thân cựu tộc
Hiến Triết Hoàng quý phi sinh giờ Mùi, ngày 1 tháng 6 (âm lịch) năm Hàm Phong thứ 6 (1856), xuất thân từ Mãn Châu Tương Lam kỳ Hách Xá Lý thị. Dòng họ Hách Xá Lý thị có nhiều chi, từ thời Thanh sơ đã là danh gia, có Hiếu Thành Nhân Hoàng hậu của Khang Hi Đế từng là Hoàng hậu của Đại Thanh. Tuy nhiên, không thể không khẳng định một chi dòng dõi của Hiến Triết Hoàng quý phi tương đối thấp.
Tổ phụ của bà là Thư Hưng A (舒興阿), xuất thân gia đình Hách Xá Lý thị có địa vị tương đối thấp, bị phái đến Tây An làm Trú phòng Bát kỳ (駐防八旗), không khác gì một dạng lính canh. Đến khi Thư Hưng A trưởng thành, ông chăm chỉ học sách, vào đầu triều Đạo Quang đã khảo trúng Cử nhân ngành Văn, sang năm sau lại khảo trúng Tiến sĩ, thế là bị điều về Kinh sư làm việc, chính thức trở thành Kinh kỳ (京旗). Ở đó, Thư Hưng A làm qua Thị lang, Y Lê Tướng quân rồi Bạn sự Đại thần (辦事大臣). Thời cuối Đạo Quang, Thư Hưng A từng bị cách chức, sau đầu triều Hàm Phong lại phục khởi, nhậm qua Tuần phủ Vân Nam, Tổng binh, Đại thần Nội vụ phủ rồi Tổng đốc Thiểm Cam. Thư Hưng A vào năm thứ 8 triều Hàm Phong thì chết bệnh.
Xem qua, chỉ một mình Thư Hưng A đạt đến địa vị cao ở hai triều Đạo - Hàm, đã biến dòng dõi Hách Xá Lý thị một chi của ông có thể nhập kinh, hơn nữa còn chính thức đứng vào hàng ngũ thế gia vọng tộc. Thư Hưng A có năm con trai; con cả Hi Linh (熙齡) làm Dự khuyết Đồng tri ở Thiểm Tây; con trai thứ hai Sùng Linh (崇齡), làm đến Tri phủ của Lôi Châu phủ tại Quảng Đông; con trai thứ 3 là Tùng Linh (松齡), làm đến Viên ngoại lang bộ Lễ; con thứ 4 là Huệ Linh (惠齡), làm đến Lang trung bộ Lại; và người con út Ích Linh (益齡), làm Bút thiếp thức ở bộ Công. Ngoài ra Thư Hưng A còn một con gái, gả vào Lão Cung vương phủ (có thủy tổ là Thường Ninh, con trai Thuận Trị Đế), làm Kế thê thứ hai của Thượng thư Diên Hú (延煦). Từ đây là báo hiệu cho một thế cục bước vào hôn nhân với thế gia tôn thất của gia tộc Hiến Triết Hoàng quý phi.

### Gia thế đương cao
Gia đình của Hiến Triết Hoàng quý phi ngụ tại Bản xưởng hồ đồng (板厂胡同) gần An Định môn (安定門) tại Bắc Kinh. Phụ thân bà là Sùng Linh, con trai thứ hai của Thư Hưng A. Hiện tại tư liệu về mẹ bà không rõ ràng, nhưng rất có thể bà là con gái trưởng. Bà có ít nhất một em gái, về sau dự Bát kỳ tuyển tú, được chỉ hôn cho Bối lặc Tái Huỳnh (載瀅), là con trai thứ hai của Cung Trung Thân vương Dịch Hân.
Mặt khác, một số đường tỷ muội chi gần của Hiến Triết Hoàng quý phi cũng có những cuộc hôn nhân rất tốt, đều là Tông thất cao cấp trong Hoàng tộc. Như con gái của bá phụ Tích Linh (錫齡), gả cho cháu nội của Duệ Cung Thân vương Thuần Dĩnh (淳穎), một cô nữa gả cho em trai của Đại học sĩ Kỳ Anh (耆英). Con gái của thúc phụ Tùng Linh, tham gia Bát kỳ tuyển tú, được chỉ định gả cho Lý vương phủ Trấn quốc công Phổ Mậu (溥楙), dòng dõi của Lý Ý Thân vương Dận Đào. Một con gái của thúc phụ Ích Linh, gả cho Hòa vương phủ Tiểu tông - Điển Lễ viện Học sĩ Dục Long (毓隆), về sau có cháu trai chính là nghệ sĩ trứ danh Khải Công (启功), cố vấn của Học xã Cửu Tam.
Bởi vậy có thể thấy được, một nhà Hiến Triết Hoàng quý phi chỉ vừa mới đạt được danh vọng từ đời Thư Hưng A, nhưng đã rất nhanh có được địa vị trong hàng ngũ thế gia thông quan liên hôn với cao cấp tông thất. Đặc biệt, trong các lần Bát kỳ tuyển tú, còn được ít nhất hai lần ký danh chỉ hôn, cho thấy địa vị và danh vọng của gia đình Hiến Triết Hoàng quý phi không hề tầm thường.

## Đại Thanh tần phi

### Nhập cung phong Tần
Năm Đồng Trị thứ 11 (1872), ngày 3 tháng 2 (âm lịch), Hách Xá Lý thị lọt vào danh sách tuyển tú của Đồng Trị Đế.
Năm đó, tuyển tú chỉ định ra được có Hiếu Triết Nghị Hoàng hậu A Lỗ Đặc thị làm Hoàng hậu, Thục Thận Hoàng quý phi làm Tuệ phi, hai vị Tần và một vị Quý nhân. Một trong hai vị Tần đó chính là Hách Xá Lý thị, ngày 14 tháng 9 (âm lịch) năm đó bà chính thức nhập cung và được sắc phong làm Du tần (瑜嬪). Phong hiệu "Du", có Mãn văn là 「Fiyangga」, ý là "Tươi sáng", "Có ánh sáng rọi".
Tháng 10 năm đó, lấy Đại học sĩ Văn Tường (文祥) làm Chính sứ, Lễ bộ Thượng thư Vạn Thanh Lê (萬青藜) làm Phó sứ, tiến hành lễ sắc phong Tần vị. Sách văn viết:
| “                                | 朕惟椒庭翊化。资襄赞于坤仪。兰殿承辉。锡裦荣于巽命。新纶丕焕。茂典斯彰。咨尔赫舍哩氏。秉性谦和。持躬恪谨。播璇闺之令德礼教无愆。协珩佩之芳型。嘉称允副。兹仰承慈安端裕皇太后慈禧端佑皇太后懿旨。册封尔为瑜嫔。尔其徽章祗荷。被象服以增华。内职虔修。迓鸿祺而衍庆。钦哉。 . Trẫm duy tiêu đình dực hóa. Tư tương tán vu khôn nghi. Lan điện thừa huy. Tích 裦 vinh vu tốn mệnh. Tân luân phi hoán. Mậu điển tư chương. Tư nhĩ Hách Xá Lý thị. Bỉnh tính khiêm hòa. Trì cung khác cẩn. Bá toàn khuê chi lệnh đức lễ giáo vô khiên. Hiệp hành bội chi phương hình. Gia xưng duẫn phó. Tư ngưỡng thừa Từ An Đoan Dụ Hoàng thái hậu, Từ Hi Đoan Hữu Hoàng thái hậu ý chỉ. Sách phong nhĩ vi Du tần. Nhĩ kỳ huy chương chi hà. Bị tượng phục dĩ tăng hoa. Nội chức kiền tu. Nhạ hồng kỳ nhi diễn khánh. Khâm tai. | ” |
| — Sách văn Du tần Hách Xá Lý thị | |   |

Ghi chép về sinh hoạt trong cung đình của Hách Xá Lý thị không nhiều, tương tự đối với Cung Túc Hoàng quý phi A Lỗ Đặc thị lẫn Đôn Huệ Hoàng quý phi Tây Lâm Giác La thị, bởi vì từ khi đại hôn cho đến khi Đồng Trị Đế băng hà chỉ chưa tròn 2 năm, bên cạnh đó mâu thuẫn giữa Từ Hi Hoàng thái hậu, cùng với Hiếu Triết Nghị Hoàng hậu và Thục Thận Hoàng quý phi cơ hồ chiếm trọn hết mọi sự chú ý. Dấu ấn để lại của bà trong thời gian này cùng hai vị phi tần kia hoàn toàn mờ nhạt như nhau.

### Góa phụ Thái phi
Năm Đồng Trị thứ 13 (1874), Đồng Trị Đế bệnh trở nên nặng hơn, bà ngày đêm cầu nguyện cho ông nhưng Hoàng đế vẫn không qua khỏi. Sang ngày 15 tháng 11 (âm lịch), Từ An Thái hậu và Từ Hi Thái hậu tấn phong hậu cung, Du tần thăng làm Du phi (瑜妃). Tháng 12 (âm lịch) năm đó, Đồng Trị Đế băng hà. Năm Quang Tự thứ 20 (1894), nhân lần Từ khánh mừng thọ thứ 60 của Từ Hi Thái hậu, bà được thăng làm Du Quý phi (瑜貴妃).
Năm Quang Tự thứ 34 (1908), ngày 25 tháng 10 (âm lịch), Tuyên Thống Đế Phổ Nghi kế vị, tôn Du Quý phi làm Du Hoàng quý phi (瑜皇貴妃). Sau khi triều Thanh sụp đổ năm 1912, Phổ Nghi và cả Hoàng tộc vẫn sống trong Tử Cấm Thành.
Năm Dân Quốc thứ 2 (1913), ngày 5 tháng 2 (âm lịch), cải danh hiệu Kính Ý Hoàng quý phi (敬懿皇貴妃). Lúc này Hiếu Định Cảnh Hoàng hậu (cũng gọi Long Dụ Thái hậu) đã qua đời, Hách Xá Lý thị cùng Trang Hòa Hoàng quý phi A Lỗ Đặc thị, Vinh Huệ Hoàng quý phi Tây Lâm Giác La thị đồng tấn tôn Hoàng quý phi vị hiệu, còn có Đoan Khang Hoàng quý phi Tha Tha Lạp thị, phi tần của Quang Tự Đế. Khi đó, trong cung quy tắc cũng không còn quan trọng, Phổ Nghi gọi cả bốn bà đều bằng kính xưng [Thái phi], do đó Kính Ý Hoàng quý phi cũng có thể gọi là Kính Ý Thái phi (敬懿太妃).
Từ khi Đồng Trị Đế ngự băng, tuy Hiếu Triết Nghị Hoàng hậu cũng ly thế, song trên có Lưỡng cung Thái hậu cùng Thục Thận Hoàng quý phi, bên cạnh đó lại còn có Hiếu Định Cảnh Hoàng hậu nhập cung kế vị Trung cung, cho nên vị trí của một góa phụ phi tần như Hách Xá Lý thị cứ như vậy trong suốt thời Quang Tự cực kỳ ẩn nhẫn và đầy sự chịu đựng. Thế rồi khi Quang Tự Đế băng ngự, Hách Xá Lý thị chính thức cầm đầu nhóm góa phụ của Mục Tông Đồng Trị, cùng với người đứng đầu nhóm góa phụ của Quang Tự là Hiếu Định Cảnh Hoàng hậu bước vào tranh chấp.
Theo hồi ức của Phổ Kiệt, cùng một cơ số người trong cung kể lại, Kính Ý Hoàng quý phi Hách Xá Lý thị là người quyết đoán và tính khí nóng nảy, rất trọng lễ nghi và quy tắc, hơn nữa cũng có khí khái không chịu thua thiệt, chính vì vậy luôn xảy ra xung khắc giữa bà và Hiếu Định Cảnh Hoàng hậu - người luôn dựa vào Từ Hi Thái hậu để có quyền lực. Đến khi Hiếu Định Cảnh Hoàng hậu vì đau buồn mà qua đời, có một truyền thuyết kể lại rằng, Kính Ý Hoàng quý phi đã chỉ vào quan tài của Hiếu Định Cảnh Hoàng hậu mà nói:"Cuối cùng thì ngươi cũng có ngày này!". Truyền thuyết này đến nay vẫn không thể kiểm chứng, song có thể thấy phần nào mối xung đột giữa bà và Hiếu Định Cảnh Hoàng hậu không hề đơn giản.
Sách Thanh bại loại sao (清稗類鈔) thời Dân Quốc cũng có chép về sự xung đột giữa bà và Hiếu Định Cảnh Hoàng hậu khá gay gắt:
| “                             | 瑜貴妃者，穆宗妃也。有幹才，得孝欽后歡，隆裕后亦仰其鼻息。光緒戊申，兩宮殂，隆裕晉太后，瑜妃往見，須伏謁稱奴才，乃大恚。孝欽奉安時，偕珣妃、瑨妃謁陵。禮畢，不肯還宮，謂將從孝欽於地下。時攝政王派載振等前往奉迎，妃正色語載振等曰：「皇上是專繼德宗，抑係兼繼穆宗？」振曰：「兼繼穆宗。」妃曰：「既兼繼穆宗，孝欽后及孝哲后今已賓天，則穆宗一系，我為之長。皇上既係過繼，何得獨以隆裕太后為母，而我為奴才？」載振等悚惶，力言請妃還宮，從長計議。妃謂還宮作奴才，不若從孝欽於地下也。珣、瑨二妃亦附和之。載振等乃還京，與攝政王、慶王等商定，晉封為皇太妃，不稱奴才，禮請還宮，警蹕而入，妃及二妃均增加月費。此宣統己酉事也。 . (Đại ý): Du Quý phi, là phi tần của Mục Tông (Đồng Trị Đế), có tài cán, được Hiếu Khâm hậu (tức Từ Hi Thái hậu) yêu thích lắm. Năm Mậu Thân thời Quang Tự, Lưỡng cung băng (nói đến việc cả Quang Tự Đế và Từ Hi Thái hậu cùng qua đời), Long Dụ hậu lên làm Thái hậu, Du Quý phi trước mặt Long Dụ Thái hậu cần phải tự xưng "Nô tài", trong lòng tức giận. Khi phụng an kim quan của Hiếu Khâm hậu, (Du Quý phi) cùng Tuần phi, Tấn phi vào yết lăng. Lễ xong, bà không chịu hồi cung, nói muốn cùng Hiếu Khâm hậu xuống địa cung. Phe của Nhiếp Chính vương tên Tái Chấn nghe thế, tự mình đến trước mặt Du Quý phi nghênh giá, bà bèn nói:「Hoàng thượng (ý chỉ Phổ Nghi) kế tự Đức Tông, hay là kế tự Mục Tông?」, Tái Chấn nói:「Kế tự Mục Tông」, thế là Du Quý phi bèn nói:「Kế tự Mục Tông, nay Hiếu Khâm hậu cùng Hiếu Triết hậu đã quy thiên, Mục Tông một hệ, ta là trưởng. Hoàng thượng nhập tự, cớ gì chỉ độc một mình Long Dụ làm Mẫu, mà ta phải xưng Nô tài?」. Tái Chấn bọn họ trong lòng hoảng sợ, trước tiên mời Quý phi về cung, sau đó bàn bạc kĩ lưỡng. Quý phi cương quyết, nói nếu hồi cung mà làm nô tài, chi bằng đi theo Hiếu Khâm hậu xuống địa cung. Ở bên cạnh, Tuần phi cùng Tấn phi cũng phụ họa theo lời bà. Tái Chân cả kinh, sau cùng Nhiếp chính vương (ý chỉ Tái Phong) cùng Khánh vương (ý chỉ Dịch Khuông) bàn định, cuối cùng tôn Du Quý phi làm Hoàng thái phi, không cần xưng Nô tài, dùng nghi lễ đúng chuẩn mời hồi cung, bà cùng cả hai vị Phi kia đều tăng thêm phí sinh hoạt hằng tháng. Đây là việc năm Kỷ Dậu thời Tuyên Thống. | ” |
| — 清稗類鈔 - 瑜貴妃不願稱奴才 | |   |

Sau khi Hiếu Định Cảnh Hoàng hậu băng thệ, bà nuôi dạy Phổ Nghi, khi đó vẫn còn là 1 đứa trẻ, mong muốn được làm Hoàng thái hậu với lý do Phổ Nghi là con nuôi của bà. Tuy nhiên, Viên Thế Khải lại không đồng ý. Quyền lực mà bà tranh đấu còn bị dòm ngó bởi Đoan Khang Hoàng quý phi (Cẩn phi), phi tần của Quang Tự Đế, chủ yếu là ở việc ảnh hưởng lên Phổ Nghi. Nguyên do này là bởi vì Phổ Nghi là "Một con trai thờ hai Tông", có nghĩa một mình Phổ Nghi mang danh thờ tự cho cả Mục Tông Đồng Trị lẫn Đức Tông Quang Tự, do vậy Kính Ý Hoàng quý phi là người đứng đầu nhóm góa phụ của Mục Tông luôn muốn cố gắng tranh giành ảnh hưởng lên Phổ Nghi, muốn tận dụng "Mẫu quyền" mà có lợi. Sau khi Hiếu Định Cảnh Hoàng hậu qua đời, chỉ còn lại Ôn Tĩnh Hoàng quý phi là đại diện cho phe phái Đức Tông Quang Tự. Sự đấu tranh giữa bà và Ôn Tĩnh Hoàng quý phi đặc biệt thể hiện rõ trong các ghi chép của Phổ Kiệt, có thể kể đến lần lựa chọn Hậu - Phi cuối cùng của nhà Thanh, Uyển Dung và Văn Tú.
Sau đó, Phổ Nghi bị buộc phải rời khỏi Tử Cấm Thành, bà cùng Đôn Huệ Hoàng quý phi ra đến phủ của Vinh Thọ Cố Luân Công chúa cho đến hết phần đời còn lại.
Năm Dân Quốc thứ 20 (1931), ngày 27 tháng 12 (tức ngày 5 tháng 2, năm 1932), Kính Ý Hoàng quý phi Hách Xá Lý thị mắc bệnh rồi qua đời, hưởng thọ 77 tuổi. Tang lễ của bà được tổ chức vào ngày 23 tháng 2 với hàng ngàn người tham dự. Chính phủ Bắc Dương thậm chí đã gửi lực lượng an ninh để kiểm soát đám đông. Cựu hoàng Phổ Nghi quyết định dâng tôn thụy hiệu cho bà là Hiến Triết Hoàng quý phi (獻哲皇貴妃), sau đó tạm quàn tại Bá Lâm tự (柏林寺).
Năm Dân Quốc thứ 24 (1935), tháng 2, quan tài của bà, cùng với quan tài của Đôn Huệ Hoàng quý phi đều được táng tại Phi viên tẩm của Huệ lăng (惠陵), Thanh Đông lăng.